# Spongiobranchaea australis
Spongiobranchaea australis är en snäckart som beskrevs av D'Orbigny 1836. Spongiobranchaea australis ingår i släktet Spongiobranchaea och familjen Pneumodermatidae. Inga underarter finns listade i Catalogue of Life.